# Carol Duarte
Caroline da Cunha Duarte (São Paulo, 10 de julho de 1991), mais conhecida como Carol Duarte, é uma atriz brasileira.  Ela é ganhadora de vários prêmios, incluindo um Prêmio APCA, um Prêmio Extra e um Prêmio Platino, além de ter sido indicada a um Grande Otelo e um Prêmio Guarani.
Carol fez sua estreia na televisão em A Força do Querer em 2017 onde interpretou Ivan Garcia, que se descobre transexual ao longo da trama. Sua atuação foi aclamada pela crítica e pelo público fazendo com que a atriz se popularizasse nacionalmente. Por sua atuação, ela recebeu uma indicação ao Prêmio APCA de melhor atriz de televisão e ganhou diversos prêmios de atriz revelação.
Ela ganhou reconhecimento novamente em 2019 por sua premiada atuação no filme A Vida Invisível de Eurídice Gusmão, onde ela interpreta a protagonista dividindo personagem com Fernanda Montenegro. Carol recebeu elogio da crítica especializada e foi premiada com o Prêmio APCA de melhor atriz de cinema e com o Prêmio Platino de melhor atriz. Ela ainda recebeu indicação da Academia Brasileira de Cinema ao Grande Otelo de melhor atriz e uma indicação da crítica ao Prêmio Guarani de melhor revelação.

## Biografia
Filha de Maria Ivete da Cunha Duarte e Romeu Duarte, Caroline da Cunha Duarte nasceu em 1991 na cidade de São Paulo, mas viveu a maior parte de sua vida escolar na cidade de São Bernardo do Campo. Aos quinze anos de idade inicia seus estudos em teatro em oficinas oferecidas pelas prefeituras do ABC Paulista. Após uma curta passagem pela SP Escola de Teatro é aprovada em 2012 na Escola de Arte Dramática da Universidade de São Paulo.
Atuou em peças como Angustia, (2014) dirigida por Luciene Guedes, A Visita da Velha Senhora, dirigida por Celso Frateschi (2015) e O Alvo, de Pedro Garrafa (2015). Em 2016 ficou em cartaz, em São Paulo, como uma das protagonistas do espetáculo As Siamesas — Talvez eu Desmaie no Front, dirigida por Fernanda Camargo, Carolina Bianchi e Felipe Rocha.
No início de 2017 é selecionada, após intenso processo de testes, para a novela "A Força do Querer" da Rede Globo, período em que viveu na cidade do Rio de Janeiro. Na novela, escrita por Glória Perez,  interpretou Ivan Garcia, um garoto de uma família rica que descobre ser transexual. A personagem, sucesso entre o público,  fez com que Carol se destacasse como uma voz ativista pelos direitos LGBTQI+, já que no mesmo período veio a tona sua relação com uma mulher.
Em seguida foi reservada para a novela de Manuela Dias, prevista para 2019,  porém acabou sendo remanejada pelo diretor Rogério Gomes para atuar na novela "O Sétimo Guardião", escrita por Agnaldo Silva, onde interpretou a prostituta gaga Stefânia.
Em 2019 volta para o Rio de Janeiro para protagonizar o novo filme de Karin Ainouz, A Vida Invisivel. Em seu filme de estreia pode trabalhar com atores de renome como Fernanda Montenegro e Gregório Duvivier. Em maio desse mesmo ano, o filme é selecionado para o Festival de Cannes e vence o prêmio Un certain regard. Com esse trabalho concorreu a 6 prêmios como melhor atriz e venceu 3, dentre eles o Prêmio Platino de Cinema Ibero-Americano como Melhor Atriz de Cinema.
Em 2020, esteve no curta-metragem Missão Perséfone, de Karim Aïnouz e em 2021, no curta Chão de Fábrica, de Nina Kopko, que acompanha o horário de almoço de quatro metalúrgicas, com Carol interpretando a operária Renata.
Em 2022 é selecionada para o novo filme de Alice Rohwacher, La Chimera interpretando a estrangeira Itália, contracenando com  atores renomados no cinema internacional como Josh O'Connor e Isabella Rossellini. No mesmo ano, grava também o filme Malu, dirigido por Pedro Freire, longa sobre a vida da atriz Malu Rocha, que é mãe do diretor.
Em 2023, retornou aos palcos ficando em cartaz em duas peças: De maio até novembro no espetáculo Babilônia Tropical – A Nostalgia do Açúcar interprerando Anna Paes, figura histórica real que era a senhora do Engenho de Casa Forte, localizado na Zona Norte do Recife, e desafiou a sociedade ao se casar com dois oficiais holandeses, além de defender a permanência dos flamengos na Capitania de Pernambuco. De novembro até dezembro, atua no seu primeiro solo em A Visita, sobre uma mulher confinada em seu apartamento durante uma pandemia global, enfrentando um adoecimento psíquico coletivo.

## Vida pessoal
Em 2017, a imprensa divulga que Carol Duarte é lésbica. Ao longo dos anos Carol se mantém sempre engajada,  é presença constantes em atividades sociais e políticas, em suas plataformas virtuais é comum vê-la declarar-se feminista e de esquerda.
Em outubro de 2018, Carol desabafou durante a sua participação no programa radiofônico "Morning Show", da rádio Jovem Pan, e confirmou ter sofrido com críticas e lesbofobia, principalmente virtuais.
Ela vive junto da editora Aline Klein, com quem mantém um relacionamento amoroso desde 2014.

## Filmografia

### Televisão
| Ano  | Título            | Personagem                 | Nota                     |
| ---- | ----------------- | -------------------------- | ------------------------ |
| 2017 | A Força do Querer | Ivan Garcia / Ivana Garcia |                          |
| 2018 | O Sétimo Guardião | Stefânia                   |                          |
| 2019 | Segunda Chamada   | Solange Resende            | Episódio: "8 de outubro" |

### Cinema
| Ano  | Título           | Personagem             | Notas          |
| ---- | ---------------- | ---------------------- | -------------- |
| 2015 | 32 Dentes        | Natália                | Curta-metragem |
| 2019 | A Vida Invisível | Eurídice Gusmão (nova) |                |
| 2020 | Missão Persefone | Cientista              | Curta-metragem |
| 2021 | Chão de Fábrica  | Renata                 | Curta-metragem |
| 2022 | La chimera       | Italia                 |                |
| 2024 | Malu             | Joana                  | [ 32 ]         |

### Internet
| Ano  | Título                              | Personagem | Notas         |
| ---- | ----------------------------------- | ---------- | ------------- |
| 2012 | Lilian e a Arte de Ser Desagradável | Amanda     |               |
| 2021 | L e Q                               | Ela mesma  | Série digital |

## Teatro
| Ano     | Título                                     | Personagem       |
| ------- | ------------------------------------------ | ---------------- |
| 2008    | Surpresa                                   | Calara           |
| 2008    | As Preciosas Ridículas                     | Mari             |
| 2009    | Bang! Bang! Você Morreu                    | Diana            |
| 2009    | De Romeu e Julieta Todo Mundo Tem um Pouco | Julieta          |
| 2009    | 1/4                                        | Suzy             |
| 2010    | Geração 80                                 | Wanda            |
| 2011    | Viva o Povo Brasileiro                     | Ernestina        |
| 2011    | A Gaivota                                  | Nayara           |
| 2011    | Ópera na Vila                              | Vanessa          |
| 2012    | Otello                                     | Emília           |
| 2013    | Meio Tom Dá, Meio Tom Cá                   |                  |
| 2013–14 | O Quarto Rosa                              | Isis             |
| 2013    | A Mim Também Dói                           |                  |
| 2013    | Catalise                                   |                  |
| 2013    | Cinzas às Cinzas                           |                  |
| 2014    | Ensaio sob(re) Angústia                    | Margot           |
| 2015    | A Visita da Velha Senhora                  | Helena           |
| 2015    | O Alvo                                     | Rebeca           |
| 2015    | O Que a Dorothy Quer?                      | Dorothy          |
| 2016    | As Siamesas: Talvez Eu Desmaie no Front    | Carmem           |
| 2023    | Babilônia Tropical – A Nostalgia do Açúcar | Anna Paes        |
| 2023    | A Visita                                   | Mulher confinada |

## Prêmios e indicações
| Ano  | Prêmio                                      | Categoria                                  | Nomeações         | Resultado |
| ---- | ------------------------------------------- | ------------------------------------------ | ----------------- | --------- |
| 2017 | Melhores do Ano                             | Atriz Revelação                            | A Força do Querer | Venceu    |
| 2017 | Prêmio APCA de Televisão                    | Melhor Atriz                               | A Força do Querer | Indicada  |
| 2017 | Prêmio Contigo! Online                      | Melhor Atriz Revelação                     | A Força do Querer | Venceu    |
| 2017 | Troféu UOL TV e Famosos                     | Melhor Atriz                               | A Força do Querer | Indicada  |
| 2017 | Troféu UOL TV e Famosos                     | Revelação da TV (críticos)                 | A Força do Querer | Venceu    |
| 2017 | Prêmio F5                                   | Revelação do Ano                           | A Força do Querer | Venceu    |
| 2017 | Melhores do Ano NaTelinha                   | Ator/Atriz Revelação                       | A Força do Querer | Venceu    |
| 2017 | Melhores do Ano Minha Novela                | Revelação (público e redação)              | A Força do Querer | Venceu    |
| 2018 | Troféu Internet                             | Revelação do Ano                           | A Força do Querer | Indicada  |
| 2018 | Prêmio Extra de Televisão                   | Revelação Feminina                         | A Força do Querer | Venceu    |
| 2018 | Prêmio Geração Glamour                      | Atriz Revelação                            | A Força do Querer | Venceu    |
| 2018 | Capricho Awards                             | Artista Nacional                           | A Força do Querer | Indicada  |
| 2019 | Troféu APCA                                 | Melhor Atriz de Cinema                     | A Vida Invisível  | Venceu    |
| 2020 | Prêmio Platino de Cinema Ibero-Americano    | Melhor Atriz de Cinema                     | A Vida Invisível  | Venceu    |
| 2020 | Semana Internacional de Cine de Valladolid  | Melhor Atriz                               | A Vida Invisível  | Venceu    |
| 2020 | Prêmio Guarani do Cinema Brasileiro         | Revelação Feminina                         | A Vida Invisível  | Indicada  |
| 2020 | Grande Prêmio do Cinema Brasileiro          | Melhor Atriz                               | A Vida Invisível  | Indicada  |
| 2020 | Festival Sesc Melhores Filmes               | Melhor Atriz Nacional                      | A Vida Invisível  | Indicada  |
| 2022 | Prêmio Biscoito                             | Protagonista                               | A Vida Invisível  | Venceu    |
| 2023 | Festival Internacional de Cinema de Chicago | Melhor Performance do Elenco               | La chimera        | Venceu    |
| 2024 | Festival do Rio                             | Melhor Atriz Coadjuvante                   | Malu              | Venceu    |
| 2025 | Prêmio Platino de Cinema Ibero-Americano    | Melhor Atriz Coadjuvante                   | Malu              | Pendente  |
| 2025 | Prêmio Faz Diferença - O Globo              | Cinema                                     | Malu              | Pendente  |
| 2025 | Prêmio Grande Otelo do Cinema Brasileiro    | Melhor Atriz Coadjuvante de Longa-metragem | Malu              | Pendente  |